# Autostrada A2 (Italia)

Il logo utilizzato per la promozione turistica.

L'autostrada A2, detta anche Salerno-Reggio Calabria o Autostrada del Mediterraneo, è un'autostrada italiana che collega Salerno a Reggio Calabria passando per Cosenza e Vibo Valentia. Lunga 432,6 km, è interamente gestita dall'Anas ed è gratuita.
È la quarta autostrada italiana per lunghezza dopo la A1, A14 e A4.
È parte delle strade europee E45 e E841 e rappresenta la prosecuzione naturale dell'itinerario che nasce con la A1 a Milano, proseguendo per la A30 da Caserta, con svincolo a Villa San Giovanni fungente da porta d'accesso per la Sicilia  e termina a Santa Caterina (zona nord di Reggio Calabria).

## Classificazioni

### Precedenti
Fino al 13 giugno 2017, l'autostrada aveva due denominazioni in base al percorso:
- da Fisciano a Salerno era denominata RA2 Salerno-Avellino (denominazione ora rimasta solo per il tratto Innesto A2/A30 - Atripalda con nuova denominazione "Raccordo di Avellino");
- da Salerno a Reggio Calabria era denominata, unitamente al tratto Napoli-Salerno, A3 Napoli - Reggio Calabria (denominazione ora rimasta solo al tratto Napoli-Salerno).

Fino al 1988, anno di apertura della bretella Fiano Romano-San Cesareo presso Roma, la denominazione A2 era assegnata all'autostrada che collegava Roma a Napoli, comprendendo quella che è divenuta la diramazione Roma Sud dell'autostrada A1 e il rimanente percorso da San Cesareo a Napoli, poi integrato nell'autostrada A1.

### Dal 2017
La denominazione "Autostrada del Mediterraneo" (diramazioni incluse) è entrata in vigore il 13 giugno 2017 tramite il decreto ministeriale 13/06/2017 (G.U. n. 153 del 03/07/2017). Il cambio di denominazione è stato deciso in seguito alla fine dei lavori di ammodernamento. Sono entrate in vigore le seguenti tre denominazioni:
- A2 diramazione Napoli - Innesto A2 presso Salerno est - Innesto A3 presso Salerno Centro, di lunghezza 2,335 km;
- A2 del Mediterraneo - Innesto A30 e RA2 presso Fisciano - Innesto A2dir RC presso Villa San Giovanni - 432,600 km (su strada sono rimasti invariati i capisaldi, Salerno e Reggio Calabria);
- A2 diramazione Reggio Calabria - Innesto A2 presso lo svincolo di Villa San Giovanni - Innesto RA4 presso Reggio Calabria nord, di lunghezza 9,048 km.

Contestualmente è stata lanciata una campagna pubblicitaria a scopo turistico, con dieci percorsi culturali e uno spot interpretato da Giancarlo Giannini.

## Storia
Nei primi anni 1960, il governo italiano decise di finanziare la costruzione di un'autostrada che collegasse il resto dell'Italia alla Calabria, regione fino a quel momento considerata "l'Isola nella Penisola" o "la Terza Isola" perché gli aspri rilievi non permettevano di raggiungerla facilmente. A differenza dell'Autostrada del Sole, tuttavia, la realizzazione della Salerno-Reggio Calabria non poté contare sulla partecipazione di capitali privati, e lo Stato dovette farsi interamente carico dell'opera. Il 24 luglio 1961 venne approvata la legge n. 729 (cosiddetta legge Zaccagnini) che definiva il nuovo Piano di costruzioni stradali e autostradali e assegnava all'Anas la costruzione e la futura gestione della Salerno-Reggio Calabria, autorizzandola a contrarre mutui per 180 miliardi di lire, costo iniziale stimato dell'opera.
I lavori iniziarono il 21 gennaio 1962 in località Montevergine (Reggio Calabria) alla presenza del Presidente del Consiglio Amintore Fanfani il quale, nella cerimonia della posa della prima pietra in cui prevedeva che l'infrastruttura sarebbe stata completata entro tre anni, posò una lapide che recitava:
(Lapide posta all'inizio dell'autostrada Salerno-Reggio Calabria)
L'autostrada venne aperta all'esercizio tra Salerno e Lagonegro nel 1967, l'anno successivo raggiunse Cosenza e nel 1969 arrivò a Gioia Tauro. Nel 1972 una frana nei pressi di Lagonegro danneggiò i viadotti Taggine e Sirino; ciò causò chiusura di parte dell'autostrada e l'apertura di una deviazione (e una strozzatura tra gli allora km 131 e 132). Nel 1974 l'autostrada raggiunse Reggio Calabria.
L'autostrada realizzata era a due corsie per ciascun senso di marcia, priva di corsie d'emergenza e con sole piazzole di sosta distanziate tra loro, e il suo tracciato misurava 442 km
Il costo finale fu calcolato in 368 miliardi di lire.

### Lavori di ammodernamento (1997 - 22 dicembre 2016)
L'impetuosa motorizzazione del Paese degli anni '60 e '70 rese presto evidente l'inadeguatezza delle infrastrutture della tratta Salerno-Reggio Calabria. A causa delle curve pericolose e delle corsie strette (3,5 metri di larghezza), negli anni a venire si verificarono numerosi incidenti e ingorghi.
Il primo governo a mettere in agenda un consistente piano di interventi sulla Salerno-Reggio Calabria fu il secondo governo Craxi, nel 1987, con lo stanziamento di 1000 miliardi di lire.
Negli anni seguenti si sono susseguiti progetti di ammodernamento e ampliamento, che hanno portato alla progressiva cantierizzazione di tratte per l'ampliamento a due carreggiate (tra l'innesto con la A2dir NA presso Fratte e Sicignano degli Alburni la tratta è stata ammodernata a 3 corsie più corsia d'emergenza). Considerata l'importanza dell'opera, l'attività di ammodernamento ha visto diverse indagini sulle infiltrazioni della 'Ndrangheta nei relativi appalti, alcune operazioni di polizia finite sulle cronache nazionali e il presenziamento dei cantieri da parte delle forze dell'ordine.
Il concreto avvio dei lavori di ammodernamento avvenne nel 1997, seppur con una certa lentezza, con l'appalto di pochi lotti di modeste dimensioni; subì un'importante accelerazione con l'approvazione della legge Obiettivo n. 443 del 21 dicembre 2001 e la riprogettazione della cantierizzazione dell'autostrada da parte dell'Anas. Sopraggiunte difficoltà tecniche, crisi finanziarie delle ditte appaltatrici e infiltrazioni mafiose nei lavori hanno, in più occasioni, rallentato o arrestato la prosecuzione dei lavori di ammodernamento con aumento consistente di costi e tempistiche, creando notevoli disagi al territorio interessato e ai fruitori dell'autostrada.
L'ammodernamento non è consistito semplicemente in un allargamento della vecchia sede stradale (attuato in alcuni tratti), ma anche nella vera e propria costruzione di una nuova autostrada con graduale abbattimento della precedente, in presenza di costante flusso di traffico spesso predisposto su singola carreggiata a doppio senso di circolazione, con continue deviazioni. Il nuovo tracciato (costruito sia con il riutilizzo del percorso precedente sia in variante) è stato frutto di numerose rettifiche, con profilo più lineare, diminuzione delle pendenze e addolcimento delle curve. Il primo tratto è caratterizzato da tre corsie per senso di marcia più corsia di emergenza per circa 50 km, dall'innesto con la A2dir NA al km 8 fino a Sicignano degli Alburni al km 58, e da due corsie per senso di marcia più corsia di emergenza per la rimanente tratta ammodernata.
Vi sono alcuni tratti ammodernati senza corsia di emergenza; si segnalano tra i principali:
- Viadotto Torbido, km 135,5, 280 metri circa, ammodernato senza corsia di emergenza per terreno franoso durante la manomissione;
- Tratto di circa 5 km dall'area di servizio Galdo (km 151,5) allo svincolo di Laino Borgo (km 156,5), ammodernato senza corsia di emergenza ma con banchina pavimentata a destra per motivi tecnici.
- Viadotto Italia, km 161,1, ammodernata la campata centrale senza corsia di emergenza per preservare una parte del vecchio viadotto.
- Viadotto Rago, km 181,9, 400 metri circa, ammodernato senza corsia di emergenza per motivi tecnici.
- Galleria Romania, km 186,6, 75 metri circa, ammodernata senza corsia di emergenza per motivi tecnici.
- Viadotto Sfalassà, km 415,0, ammodernata la campata centrale senza corsia di emergenza per la stessa motivazione del viadotto Italia.

Al 26 luglio 2016, con l'apertura del lotto tra Laino Borgo e Campotenese in Calabria (in cui rientra anche il viadotto Italia), sono stati completati 374,15 km (di cui 3,935 km stralciati dai lavori), mentre 68,77 km dovevano ancora essere cantierizzati.
Il 22 dicembre 2016, con l'apertura al traffico della galleria "Larìa", sono stati completati i lavori di ricostruzione dell'autostrada secondo gli standard moderni, con carreggiate più larghe.

### Il piano di manutenzione (2016-2017)
Nel mese di marzo 2016, d'intesa con il Ministero delle infrastrutture e dei trasporti, Anas presentò il cosiddetto "Piano di Manutenzione", una manovra di project review che accantonava i lavori di ricostruzione dei tre tratti non ammodernati Morano - Firmo, Cosenza - Altilia e Pizzo - Vibo Valentia per complessivi 60,4 km (a cui, erroneamente, si è fatto spesso riferimento come a "gli ultimi 58 km da ammodernare") in favore di un rinnovamento in sede. La scelta del Piano di Manutenzione, il cui costo stimato era di 1 miliardo di euro, interamente finanziato, avrebbe, secondo Anas, comportato notevoli vantaggi tra cui il dimezzamento della durata dei lavori e un minore impatto sull'ambiente e la viabilità, rispetto ad una ricostruzione adottata negli altri tratti. Il piano prevede, in particolare:
- L'adeguamento delle barriere di sicurezza (i cosiddetti guardrail), tramite la loro sostituzione con barriere tipo H2, con profilo salva motociclisti;
- L'installazione di barriere fonoassorbenti o fonorepellenti, ove necessario;
- Il rinnovo della pavimentazione, tra cui la posa di nuovo asfalto e nuova segnaletica orizzontale;
- L'installazione di centraline meteorologiche e apparecchiature per la connettività wireless, pannelli a messaggio variabile e telecamere di videosorveglianza;
- L'installazione di impianti d'illuminazione in corrispondenza degli svincoli, nonché di nuova segnaletica turistica in prossimità di essi;
- Il restauro di elementi ammalorati su ponti e viadotti, compreso il rinforzo e l'adeguamento alle norme antisismiche, nonché la posa di reti di protezione;
- La sostituzione della segnaletica verticale con la nuova denominazione A2;
- L'adeguamento delle gallerie, con l'installazione di luci a LED, ventilatori e altri elementi per la sicurezza.

Inizialmente tra Cosenza e Altilia si è studiata la costruzione di una nuova carreggiata sud complanare (in direzione Reggio Calabria), in modo da destinare, nello stesso tratto, entrambe le carreggiate esistenti al traffico in direzione Salerno, di cui una riservata all'arrampicamento dei mezzi pesanti, ma il progetto fu definitivamente scartato.
Se da un lato l'attuazione del piano di manutenzione ha condannato i tratti non ammodernati a rimanere sostanzialmente identici nella struttura, dall'altro ha messo finalmente inizio a un'importante azione di manutenzione straordinaria per l'intero tracciato autostradale, in particolar modo proprio per i tratti non ammodernati la cui cura è sempre stata messa in secondo piano, nell'ottica di ricostruirli in futuro, spingendo, quindi, alla realizzazione di interventi che avrebbero dovuto essere attuati già da molto tempo, primo fra tutti il rinnovo della pavimentazione.
L'ammodernamento prosegue sul resto dell'infrastruttura con allargamento delle corsie, sostituzione delle barriere di sicurezza, nuovo asfalto drenante e costruzione della nuova banchina laterale; non è invece prevista la corsia di emergenza per questi tratti.

### La ricostruzione delle opere complementari
Sebbene i lavori dell'autostrada finirono il 22 dicembre 2016, non furono ammodernate, nel progetto dell'ammodernamento dell'autostrada, le aree di servizio ed alcune opere complementari.
Nel corso del 2017 fu aperta la nuova area di servizio Campagna est che soppiantò quella presente sul vecchio tracciato. Sempre nello stesso periodo fu aperta la nuova area di servizio Villa San Giovanni est sempre per soppiantare quella presente sul vecchio tracciato ormai chiusa dal 2013.
Il 13 dicembre 2019 l'area di servizio Galdo ovest viene temporaneamente dismessa a seguito di fatturati bassi e per la distanza dell'edificio vetusto dall'autostrada.
Nel 2021, a seguito dell'aggiudicamento di appalti oil e ristorazione, si conclusero le operazioni di rinnovamento "parziale" delle aree di servizio. A partire dal 2024 e fino al 2026, le aree di servizio saranno subordinate ad una ricostruzione totale, visti i fabbricati vetusti. Successivamente, tra giugno e luglio 2022, nel tratto calabrese, in alcune aree di servizio, sono stati rinnovati i servizi igienici, altre aree sono state escluse poiché verranno successivamente ricostruite, o, in altri casi, i gestori provvedono autonomamente al rinnovo dei locali.
Il 6 luglio 2023 viene rinnovata l'area di servizio Cosenza ovest, capofila dei lavori di ammodernamento che si susseguiranno fino al 2025.
A novembre 2023 inizia il rinnovo dell'area di servizio Sala Consilina est, tuttavia, per la area opposta, ovvero Sala Consilina ovest, si dovrà aspettare ulteriore tempo per il termine dell'aggiudicazione della gara, aggiudicata nel mese di aprile 2024. Una volta terminati i lavori delle due suddette aree di servizio, si procederà all'ammodernamento delle restanti, come pianificato da Anas durante il triennio 2024-2026.
Nel corso del 2024 chiude anche l'area di servizio di Galdo est per poter permettere la riapertura di entrambi i locali sulla nuova carreggiata e la sistemazione delle rampe di accesso. L'11 luglio dello stesso anno, in concomitanza con l'inizio dell'esodo estivo e della sospensione dei cantieri, riaprono entrambe le aree di servizio sul tracciato esistente, sotto la gestione unificata del gruppo Sarni, sia per il reparto oil sia per il reparto food, soppiantando le precedenti situate sul vecchio tracciato.

### Dal 22 dicembre 2016 in poi
Il 22 dicembre 2016, in occasione della cerimonia conclusiva dei grandi lavori di ammodernamento della A3 - Salerno/Reggio Calabria, fu annunciato che l'infrastruttura avrebbe cambiato nome in A2 - Autostrada del Mediterraneo e che il nuovo itinerario sarebbe partito da Fisciano «come naturale prosecuzione dell’itinerario Nord-Sud che nasce a Milano con l’autostrada A1» e terminato a Villa San Giovanni «porta di accesso alla Sicilia e naturale conclusione dell’itinerario internazionale E45», escludendo quindi il tratto iniziale di 2,335 km da Salerno Centro a Salerno Fratte, in seguito denominato A2 dir NA, e quello terminale di 9,17 km da Villa San Giovanni a Reggio Calabria Nord, in seguito denominato A2 dir RC, tratti entrambi non interessati da lavori di ricostruzione bensì da successivi lavori di restyling, come gli altri tratti non ammodernati.
Il nome Autostrada del Mediterraneo venne scelto poiché tale autostrada è la porta di accesso verso il Mezzogiorno d'Italia, e con conseguente porta di accesso al mare più a sud della penisola italiana, ovvero il Mar Mediterraneo, il nome altresì richiama il legame culturale del territorio attraversato dalla Calabria, Campania e Basilicata, regioni che conservano un profondo legame storico con il Mediterraneo ed inoltre il nome è stato scelto anche per la prosecuzione naturale dell'itinerario Nord-Sud che nasce a Milano con l'autostrada A1 e che prosegue a Caserta con l'autostrada A30.
Nel 2017, con un progetto di rilancio dell'autostrada da parte di Anas, la stessa è stata arricchita dalla promozione di itinerari tematici chiamati "Dieci Vie", come la Via del Mare, dei Castelli e dell’Archeologia, che invitano i viaggiatori a scoprire le bellezze naturali, storiche ed enogastronomiche del Mezzogiorno. Con il cambio di denominazione, la modifica dei capisaldi di itinerario e la campagna di valorizzazione turistica del tracciato dell'A2, a partire dal primo semestre 2017 e proseguendo fino a marzo 2019, Anas attuò l'installazione della nuova segnaletica turistica nei pressi degli svincoli e la sostituzione dei pannelli di numerazione cavalcavia (che tenevano conto anche della A3) e delle progressive chilometriche.
Durante i grandi lavori di ammodernamento l'asse originario, tra l'innesto dell'ex raccordo Salerno-Avellino (ex km 2,335) e lo svincolo di Campo Calabro (ex km 433,75) subì una riduzione di quasi 8 km (7,485 per la precisione), portando il nuovo asse autostradale, che include i primi 8,035 km dell'ex raccordo autostradale 2 e il tratto Salerno-Villa San Giovanni, togliendo gli ultimi 9 km fino a Reggio Calabria classificati come A2dir, a misurare complessivamente 432,600 km. Le indicazioni riportanti i capisaldi di itinerario riportate sulla segnaletica stradale sono rimaste invariate: Salerno in direzione nord e Reggio Calabria in direzione sud.
La ricostruzione dei circa 370 km di nuovo asse autostradale ha comportato una spesa approssimativa di 7,5 miliardi di euro con costo medio di 20-21 milioni di euro al chilometro.
I tratti completi sono quelli tra gli svincoli di:
- Innesto A30 - Morano Calabro, 187,8 km, dal km 0 al km 187,8. Per circa 50 km, dall’innesto con la A2dir Napoli fino a Sicignano a tre corsie più corsia d'emergenza;
- Firmo/Sibari/Saracena - Cosenza, 50,5 km; dal km 210,5 al km 261,0;
- Altilia/Grimaldi - Pizzo Calabro, 51,9 km; dal km 287,1 al km 339,0;
- Sant'Onofrio/Vibo Valentia - Campo Calabro, 83,6 km; dal km 349,0 al km 432,6.

Come previsto dal piano manutenzione, dal 2021 60,4 km sono interessati da interventi di miglioramento tra gli svincoli di:
- Morano Calabro - Firmo/Sibari/Saracena (22,7 km, dal km 187,8 al km 210,5);
- Cosenza - Altilia (26,1 km, dal km 261,0 al km 287,1);
- Altilia - San Mango d'Aquino (1,6 km, dal km 293,8 al 295,3; trattasi del breve tratto della galleria "Tribito" dove, a causa del rinvenimento di roccia verde nella montagna a fianco alla galleria "Tribito", non si sono scavate le nuove gallerie);
- Pizzo Calabro - Vibo Valentia/Sant'Onofrio (10 km, dal km 339,0 al km 349,0).

Gli svincoli di Morano, Castrovillari, Rogliano, Altilia, Pizzo, Sant'Onofrio sono attualmente in rifacimento in vista dell’ammodernamento completo dei tratti non ammodernati in precedenza.
Le due diramazioni della A2 hanno seguito programmi di lavori diversi fra loro:
- A2dir RC: i lavori sono stati completati da un ammodernamento straordinario iniziato nel mese di giugno 2018 e terminato nel mese di giugno 2021, servito a rendere l'autostrada conforme alle normative standard, con la sola mancanza della corsia di emergenza. Vi è stata installata nuova segnaletica, nuove protezioni, nuovi dispositivi di comunicazione elettronici (pannelli a messaggio variabile), nuovo asfalto e restyling delle gallerie.
- A2dir NA: anche per essa, sono stati installati nuovi dispositivi di comunicazione elettronici ed è stata sostituita la segnaletica. Nelle gallerie è stata esclusivamente cambiata l'illuminazione. In corso di rifacimento vi sono asfalto, guardrail e gallerie.

A partire da agosto 2024, è in fase di completamento il tratto autostradale Mileto-Candidoni, interessato da problemi, oltre che di calamità naturali, di infiltrazioni mafiose, cantiere sospeso dal 2016 a causa di problematiche con l'azienda appaltatrice. Questo segmento, situato tra i km 370 e 379 dell'autostrada (precedentemente denominati km 369 - 378), è stato oggetto di indagini condotte dalla Corte dei Conti della Calabria. Le indagini hanno riguardato sia alcuni progettisti sia funzionari dell'Anas, che avevano ricoperto ruoli dirigenziali nel cantiere. A seguito delle investigazioni, questi sono stati condannati a risarcire all'Anas un importo pari a 366.000 euro, anche in considerazione di rischi legati a potenziali inondazioni nel tratto interessato.

## Percorso

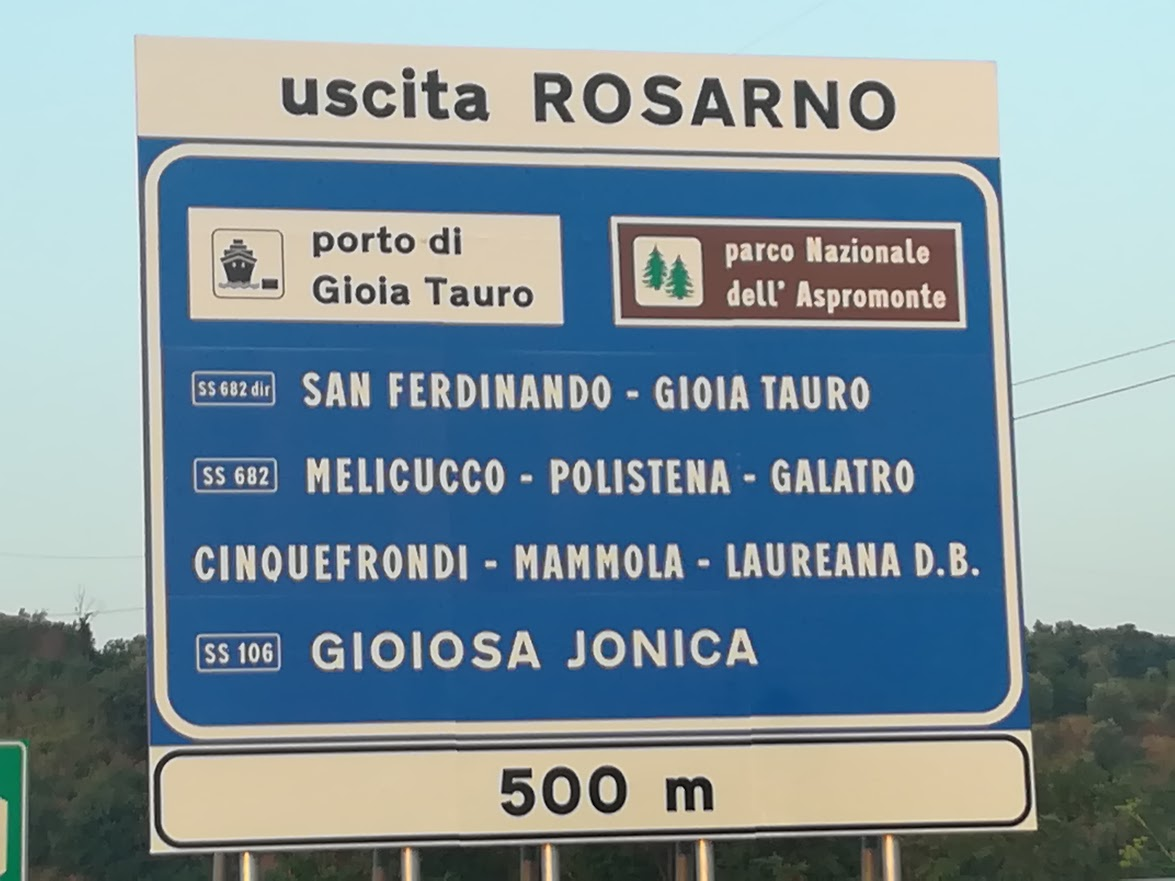
Autostrada A2 - uscita Rosarno - Località raggiungibili (tra cui la SS682)

L'autostrada si estende per 432,6 km nelle province di Salerno, Potenza, Cosenza, Catanzaro, Vibo Valentia e Reggio Calabria. Attraversa tre regioni: la Campania per 123 km (km 0 - 123), la Basilicata per 29,5 km (km 123 - 152,5) e la Calabria, dove snoda gran parte del suo percorso, per i restanti 279,5 km (km 152,5 - 432).
Il suo percorso si snoda in gran parte su territorio montano. Il 50% della tratta attraversa l'Appennino lucano e quello calabro. Comprende 190 gallerie e 480 tra ponti e viadotti. Dei suoi 432 km, 125 km si percorrono in galleria e 97 km tra viadotti e ponti. 35 gallerie hanno una lunghezza che oltrepassa i 1000 metri e 70 ponti superano la lunghezza di 300 metri.
L'inizio dell'autostrada è collocato nell'innesto tra l'autostrada A30 proveniente da Caserta e il raccordo autostradale 2 proveniente da Avellino. Subito dopo l'innesto vi è lo svincolo di Fisciano sud (in uscita solo in carreggiata nord e in entrata solo in carreggiata sud). Subito dopo vi sono gli svincoli di Baronissi nord-Lancusi e Baronissi sud, intervallati da due aree di servizio, che portano il nome del paese alla quale sono adiacenti, costruite quando il tratto tra la A30 e la A2 diramazione Napoli era ancora parte del RA2.
Dopo un breve tratto, si arriva nella località di Fratte, dove si trova il bivio per la A2 diramazione Napoli, la quale si raggiunge proseguendo a destra, mentre proseguendo dritto, in direzione sud, si rimane in A2 in direzione di Reggio Calabria.
Superato il bivio si apre un tratto a tre corsie più quella di emergenza, con gallerie e viadotti che attraversano: San Mango Piemonte, Pontecagnano (fine Tangenziale di Salerno), Montecorvino, Battipaglia, Eboli, Campagna (dove c'è anche un pezzo dell'ex tracciato in cui c'è anche l'area di servizio "Campagna ovest"), Contursi Terme, Sicignano degli Alburni (collegamento con Potenza).
Superato lo svincolo di Sicignano degli Alburni l'autostrada prosegue a due corsie più quella d'emergenza (salvo i tratti non ammodernati e alcuni tratti per natura tecnica ammodernati, ma privi di corsia di emergenza), passando per Petina,  Polla, Atena Lucana, Sala Consilina e Padula.
All'inizio del viadotto Pennarone I (km 123,5) entra in Basilicata. Nel breve tratto lucano l'autostrada percorre il Parco Nazionale dell'Appennino Lucano ed il Parco Nazionale del Pollino. Tra gli svincoli di Lauria Nord e Lauria Sud è presente la galleria Serra Rotonda, lunga 3.800 metri.
A metà della galleria Fossino e subito dopo l'area di servizio "Galdo" (km 152,5) l'autostrada entra in Calabria, fino al termine della stessa a Villa San Giovanni (km 432). L'autostrada è l'arteria principale della Calabria, collegata con strade trasversali anche al principale asse viario del versante ionico, la SS 106 Jonica/E90. Nel superare il tratto iniziale del fiume Lao, tra Laino Borgo e Laino Castello è presente il viadotto Italia che, con i suoi 260 metri, è il viadotto più alto d'Italia e il secondo in Europa.
Superato lo svincolo di Mormanno è presente lo svincolo di Campotenese, dopo il quale, si raggiunge il punto più alto dell'autostrada a quota 1016 (valico di Campotenese) per scendere di altimetria fino a Cosenza. A Morano Calabro incontriamo uno dei primi 3 tratti non ammodernati, in fase di ammodernamento, che termina a Sibari. Superato lo svincolo di Sibari, si percorre la A2 fino a Cosenza prevalentemente in pianura. Superato lo svincolo di Cosenza, l'autostrada risale di altimetria e attraversa le varie montagne in direzione Altilia, la quale si raggiunge dopo aver oltrepassato, prima dello svincolo di Rogliano, il valico di Piano Lago a quota 636. Qui troviamo un tracciato impervio risalente ai primi anni 70, con carreggiate in ammodernamento in quanto non conformi alle normative europee. Arrivati ad Altilia inizia il nuovo tratto ammodernato che costeggia il Tirreno, attraversando Lamezia Terme, con lo svincolo per la città e l'aeroporto, fino a Pizzo Calabro, dove scende nuovamente di altimetria e ritorna all'interno con lo svincolo di Vibo Valentia, percorrendo un altro pezzo di vecchio tracciato di circa 10 km tra i due svincoli (Vibo Valentia e Pizzo), anche quello in fase di ammodernamento.

L'autostrada attraversa successivamente la parte costiera della piana di Rosarno e della piana di Gioia Tauro, per finire nei comuni costieri di Bagnara Calabra, Scilla, Villa San Giovanni (con imbarchi per la Sicilia), comune presso il quale l'autostrada ha termine e il percorso, senza soluzione di continuità, prosegue per Reggio Calabria tramite la A2 diramazione Reggio Calabria.

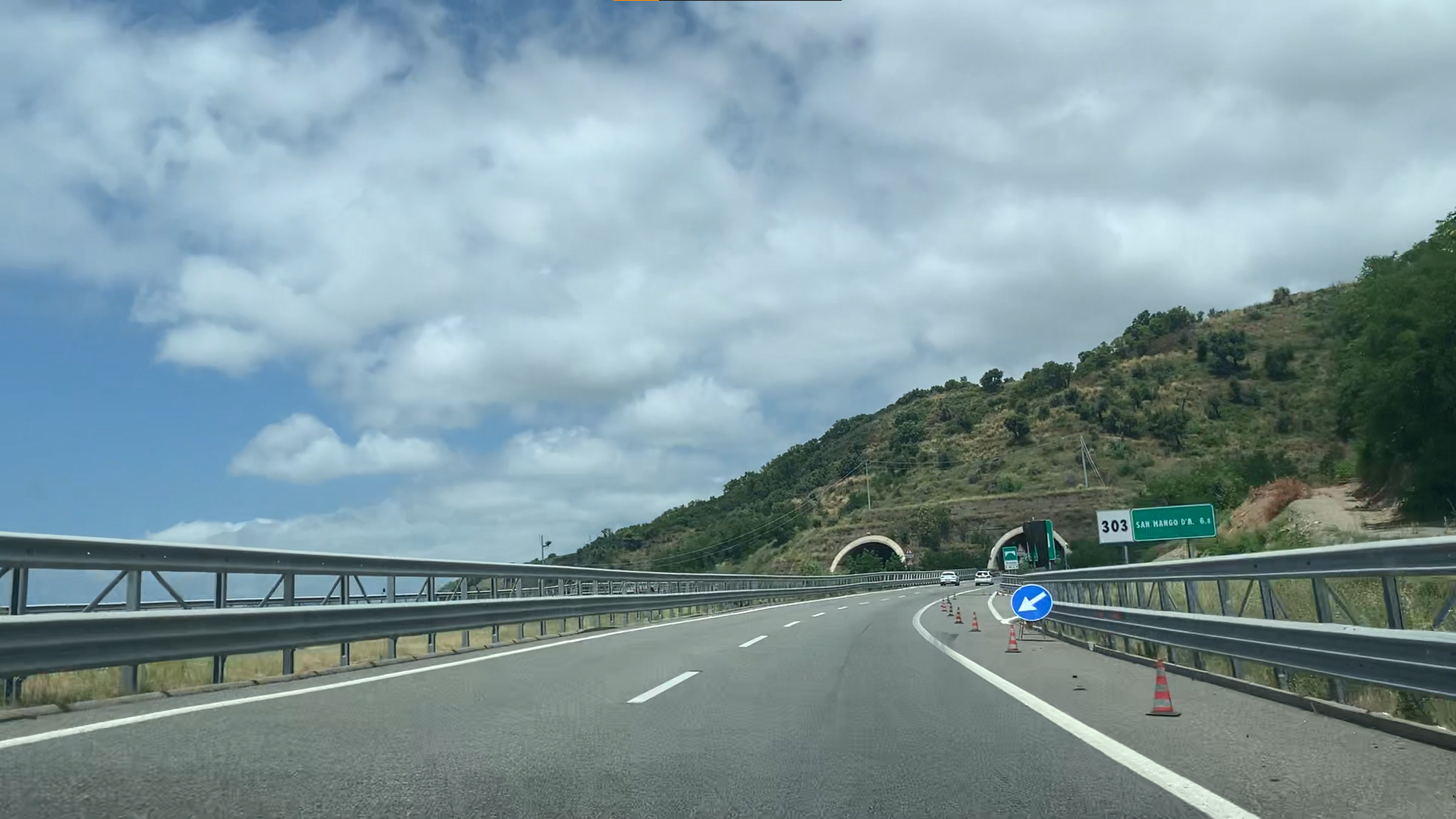
L'autostrada A2 nei pressi del viadotto Sciabica, all'altezza di Nocera Terinese

### Le trasversali principali di collegamento con il mar Jonio
Vi sono diverse strade che collegano l'autostrada allo Jonio, tra queste le più importanti partono dagli svincoli:
- Sicignano degli Alburni (km 57): RA5 e SS407 Basentana (Svincolo A2 Sicignano - Potenza - SS106 presso Metaponto)che collega direttamente A2 e SS106 tramite la strada Europea E847;
- Lauria Nord (km 140): SS653 Sinnica (Svincolo A2 Lauria Nord - SS106 presso Policoro/Nova Siri), lunga 83 km e passante per la valle del Sinni;
- Firmo/Sibari/Saracena (km 210): SS 534 di Cammarata e degli Stombi (Svincolo A2 Firmo/Sibari/Saracena - SS106 presso Sibari) che mette in comunicazione la Piana di Sibari, la jonica cosentina e la SS106 per Taranto;
- Rende/Cosenza Nord (km 255), SS 107 Silana Crotonese (SS18 presso Paola - SS106 presso Crotone) che collega il crotonese alla costa tirrenica cosentina;
- Lamezia Terme/Catanzaro (km 320): SS 280 dei Due Mari (SS18 presso Lamezia - Germaneto/Catanzaro) che collega il catanzarese;
- Rosarno (km 380), SS 682 Jonio-Tirreno (Svincolo A2 Rosarno - SS106 presso Gioiosa) che collega la fascia Jonica del reggino.

### Le trasversali principali di collegamento con il mar Tirreno
Dal momento che nel tratto tra Battipaglia e Falerna il tracciato autostradale si allontana dalla linea di costa, il collegamento con la costa tirrenica è assicurato dai seguenti svincoli
- Battipaglia (km 28), che attraverso la SS18 Tirrena Inferiore permette di raggiungere Capaccio, il parco archeologico di Paestum, Agropoli ed i territori del Cilento attraverso la SS18var Cilentana;
- Padula/Buonabitacolo (km 108), che attraverso la SS517var Bussentina collega l'autostrada con le località di Policastro Bussentino, Sapri e Maratea;
- Lagonegro nord (km 127), che attraverso la SS585 Fondo Valle del Noce collega l'autostrada con la Riviera dei Cedri (fascia tirrenica da Tortora a Cetraro);
- Tarsia nord/Spezzano Albanese (km 222), che attraverso la SS283 delle Terme Luigiane serve la fascia costiera compresa tra Guardia Piemontese e Fuscaldo;
- Rende/Cosenza nord (km 255), che attraverso la SS107 Silana-Crotonese serve la fascia costiera compresa tra Paola e Belmonte Calabro;
- Falerna (km 305), che attraverso la SS18 collega la restante fascia costiera compresa tra Amantea e Falerna.

## I viadotti

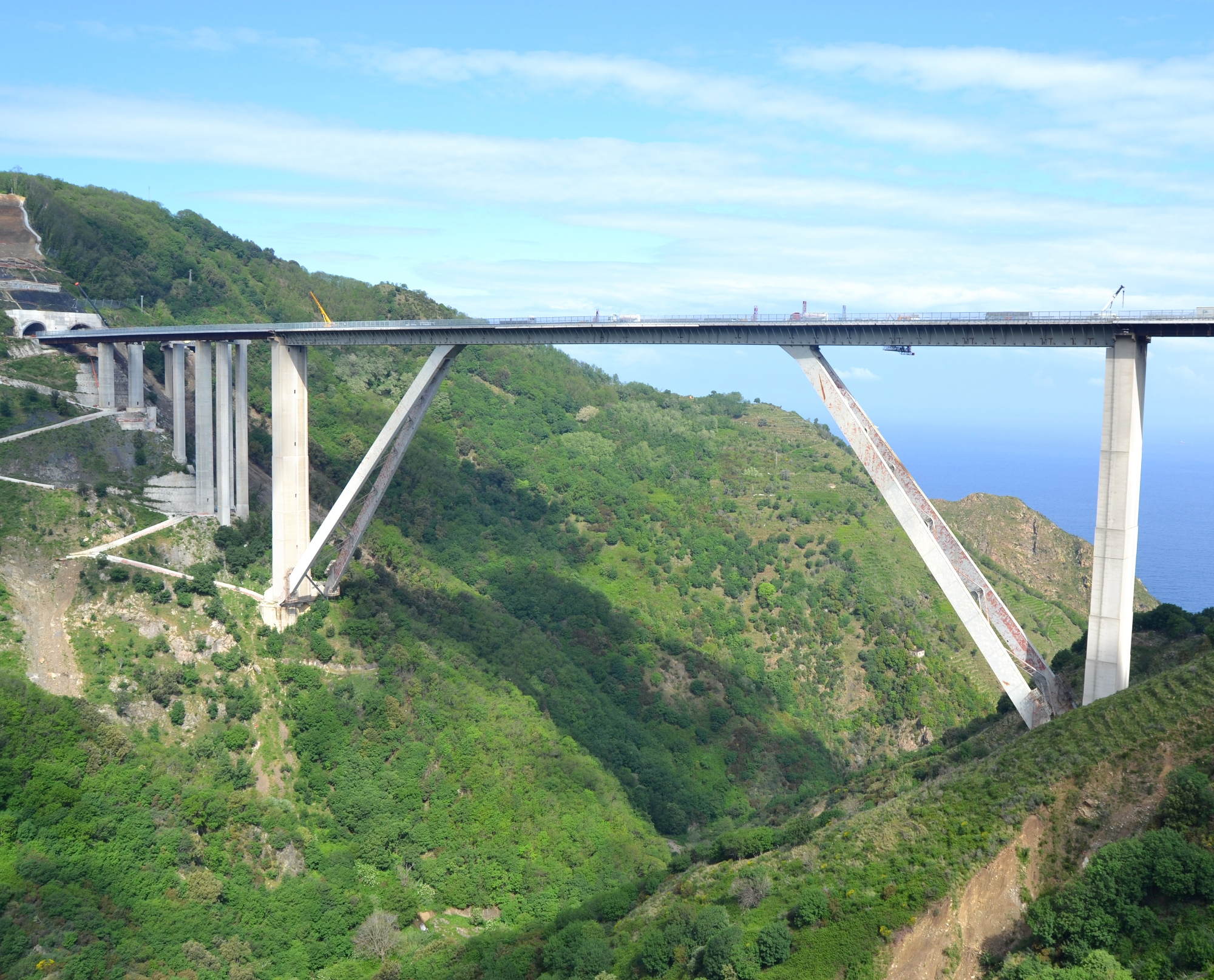
Il viadotto Sfalassà visto da Solano

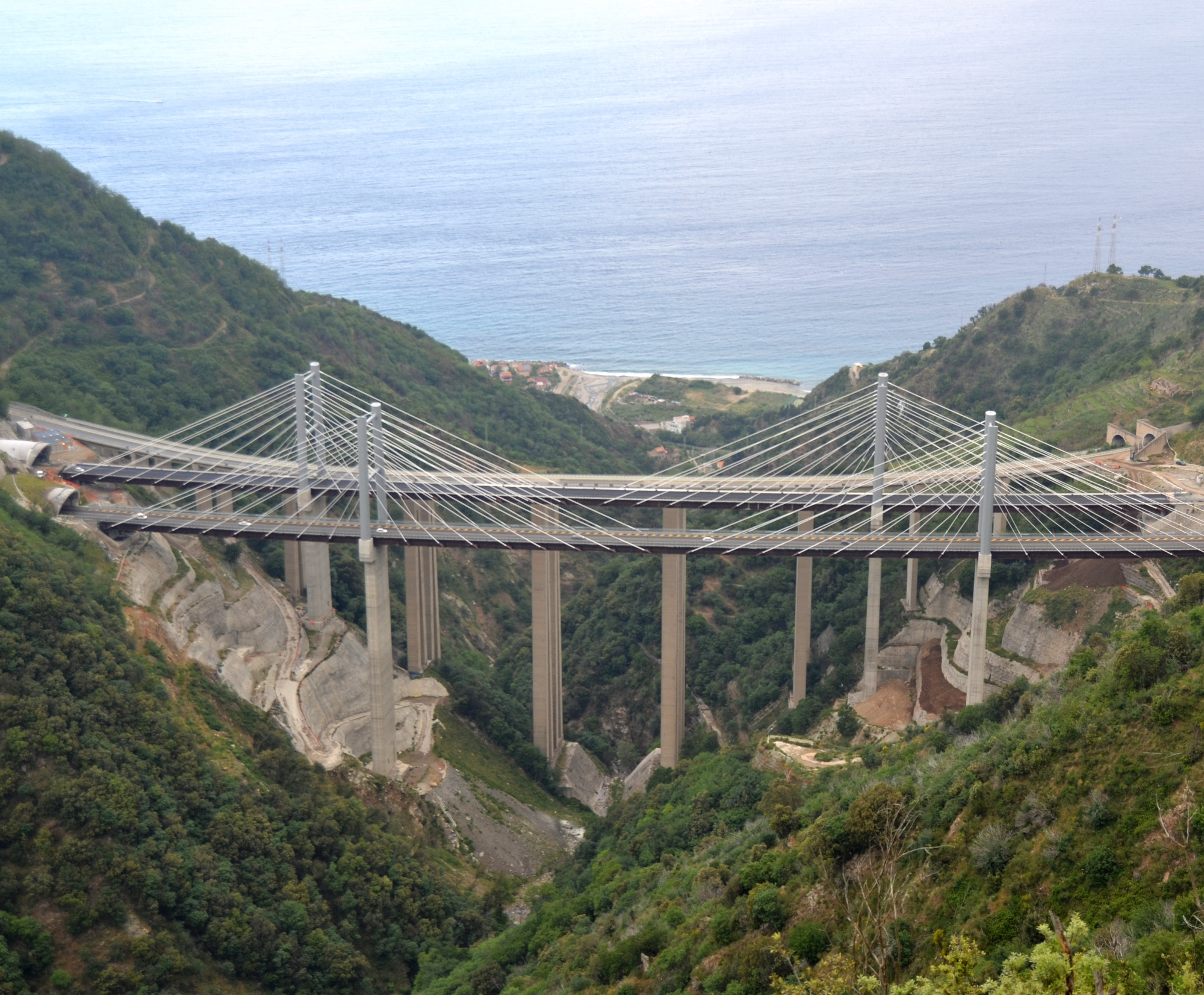
Il viadotto Favazzina

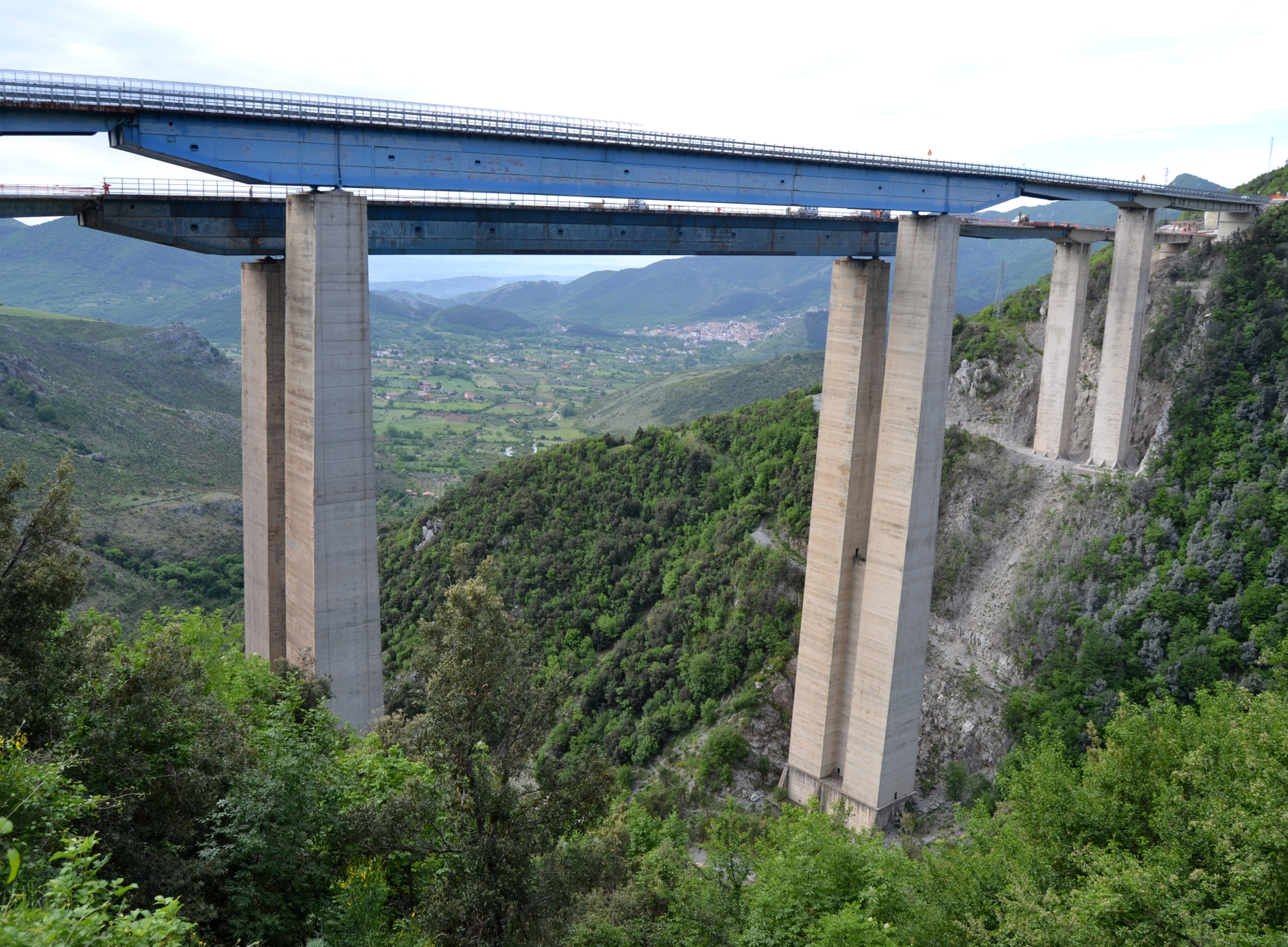
Il viadotto Rago

Realizzata su terreni irregolari, l'autostrada richiese la costruzione di numerosi viadotti, alcuni dei quali demoliti e sostituiti nel corso dell'opera di ammodernamento.

### Viadotti campani
I viadotti realizzati dopo l'uscita di Salerno, sono stati demoliti e sostituiti con viadotti in sistema misto. I viadotti originari erano in calcestruzzo e furono caratterizzati dalle diverse tecniche costruttive, ad esempio il viadotto Tanagro, lungo 100 metri e alto 30 era costituito da un arco parabolico a via superiore iperstatico, fu fatto brillare nei lavori di adeguamento e sostituito. Molto frequente fu la tipologia a stampella, il vecchio viadotto Lontrano (progetto dell'ingegnere Riccardo Morandi) ne era un esempio.

### Viadotti lucano-calabri
Il tracciato dell'autostrada si sviluppa in un territorio geologicamente complesso e con un profilo altimetrico piuttosto movimentato: le catene montuose di Pollino e Sila (l'Aspromonte viene solamente costeggiato dal tracciato autostradale) vengono superate attraverso i due valichi di Campotenese e Piano Lago. All'epoca della costruzione si preferì, per motivi tecnici, la costruzione in viadotto piuttosto che in galleria e da questo è derivato un tracciato a tratti tortuoso e con raggi di curvatura molto stretti. Questi ultimi rappresentano uno dei maggiori sforzi dell'ingegneria civile impegnata nella progettazione e realizzazione di viadotti a grandi luci in sistema misto (acciaio e calcestruzzo armato) e altezze notevoli. Furono impegnati anche alcuni degli ingegneri più noti del panorama italiano, ci furono anche i progettisti degli arditi viadotti dell'A1 realizzati circa un decennio prima, tra questi ci sono anche Silvano Zorzi e Fabrizio de Miranda. I più noti sono:
- il viadotto Italia sul Lao (1967-1973) fu progettato da Fabrizio de Miranda che utilizzò la soluzione calcestruzzo-acciaio che in quegli anni volle diffondere, per massimizzare con la loro interazione, le migliori caratteristiche di questi due elementi. Vinse il concorso nazionale di progettazione. L'opera è lunga 1.122 metri e la parte centrale è costituita da una lunga trave metallica di 425 metri tripartita in due luci di 125 metri e una, quella centrale, da 175 metri di luce. L'altezza dal fondovalle al piano stradale è di 261 metri. Tale quota altimetrica ha reso questo viadotto il più alto d'Europa fino al 2004, quando il Viaduc de Millau in Francia strappò il primato svettando a 271 metri sul fondo valle (dal piano stradale, 343 dai piloni). La pila est raggiunge l'altezza di 171 metri (record europeo) e affonda sulla roccia che fa da insenatura al Fiume Lao. Resta il quarto ponte al mondo come viabilità ordinaria.[45]
- il viadotto Sfalassà a Bagnara Calabra, fu progettato da Zorzi nel 1967 nello studio IN-CO di Milano assieme a Sabatino Procaccia e Luciano Lonardo. L'opera è lunga 769 metri (742 m Sfalassà-151 m Vardaru I), la campata centrale in acciaio ha luce 376 m ed è alta dal fondovalle alla sede stradale 253 metri.[46] Lo Sfalassà ha vinto il premio Europeo Cecm nel 1970, 1971 e 1972. Rimane il ponte ad arco portale spingente più alto del mondo, mentre è il terzo d'Europa e il sesto a livello mondiale come viabilità ordinaria. Per la sua valenza tecnica e storica, lo Sfalassà è l'unico ponte che non è stato demolito durante i lavori del tra Scilla e Gioia Tauro, ma soltanto ammodernato sulla base del precedente e preservando la campata centrale, rimasta senza corsia d'emergenza.[47]

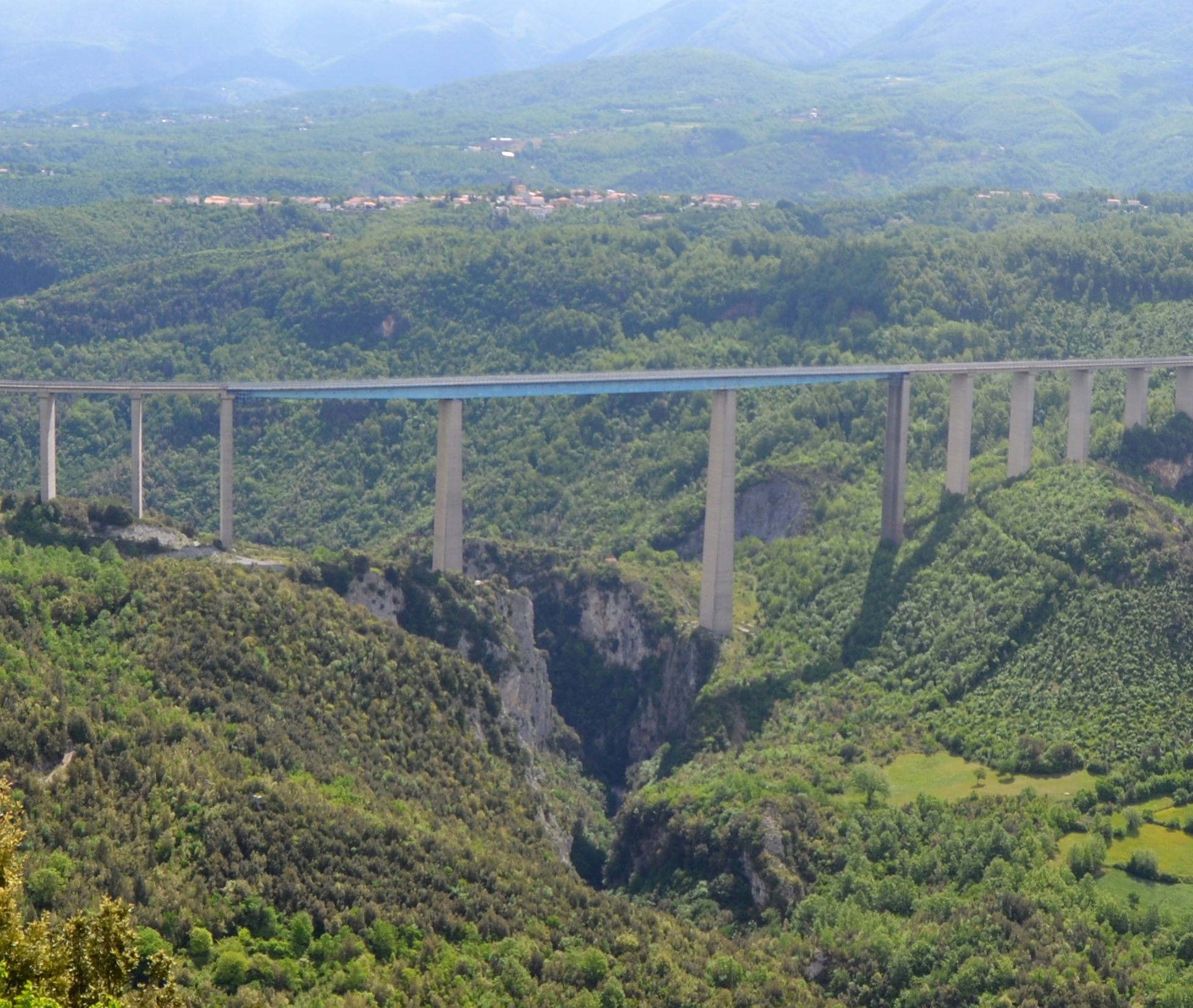
Il viadotto Italia

- il viadotto Stupino a Carpanzano, si sviluppa per 635 metri ed è alto dal fondovalle 150 metri, l'altezza della pila centrale 135 metri ed è caratterizzato dalle due campate centrali in calcestruzzo armato lunghe 120 metri. Esse sono realizzate attraverso il metodo cantilever.
- il viadotto Rago a Morano Calabro, si sviluppa per 399 metri ed è alto dal fondovalle 147 metri, l'altezza delle pile raggiunge i 150 metri ed è caratterizzato da una trave metallica di 122 metri di luce.
- il viadotto Coscile a Castrovillari, si sviluppa per 637 metri ed è alto dal fondovalle 140 metri, l'altezza delle pile raggiunge 140 metri ed è caratterizzato da una struttura in travi in C.A.P.
- Il viadotto Serra a Lagonegro, si sviluppa per 231 metri ed è alto dal fondovalle alla sede stradale 125 metri, l'altezza delle pile è 90 metri, l'impalcato è costituito da due piastre ortotrope di altezza variabile (sul pilastro è 8,5 metri e alla spalla 5 metri).

Inoltre vi sono altri viadotti di notevole altezza realizzati sull'Appennino lucano e calabro, caratterizzati dalle diverse tecniche costruttive adottate dai progettisti. La maggior parte di essi sono stati demoliti a favore di nuovi viadotti a 11 metri di larghezza, con tre corsie (due di marcia e una di emergenza) realizzati durante l'adeguamento generale dell'autostrada.

## Sistema Vergilius
Dal 2012, in via sperimentale nel tratto a tre corsie Salerno - Sicignano degli Alburni, e definitivamente dal 2015 nel tratto Salerno (km 8) - Padula/Buonabitacolo (km 108), sull'autostrada è attivo il sistema di rilevamento della velocità media e istantanea Vergilius, un sistema di rilevamento con funzionamento simile al Safety Tutor dal quale ne deriva. Tutto il tratto sorvegliato dal sistema Vergilius ha come limite imposto 130 km/h.
Nei tratti di autostrada compresi tra la A30 (km 0) e Salerno (km 8), così come tra Padula/Buonabitacolo (km 108) e Villa San Giovanni (km 432), salvo eventuali postazioni mobili, non sono presenti rilevatori di velocità, nonostante la segnaletica lungo l'autostrada indichi la presenza di controlli elettronici della velocità.

## Tabella percorso
| SALERNO - REGGIO CALABRIA Autostrada del Mediterraneo | |       |       |           |                |
| Tipo                                                  | Indicazione | ↓km↓  | ↑km↑  | Provincia | Strada europea |
|                                                       | Caserta Roma Canosa - Bari | 0,0   | 432,6 | SA        |                |
|                                                       | Avellino | 0,1   | 432,5 | SA        |                |
|                                                       | Fisciano Sud Università - Campus di Fisciano                                                                                              | 1,1   | 432,4 | SA        |                |
|                                                       | Baronissi Nord - Lancusi Università - Campus di Baronissi                                                                                 | 1,3   | 431,3 | SA        |                |
|                                                       | Area di servizio "Baronissi" | 2,0   | 430,6 | SA        |                |
|                                                       | Baronissi Sud | 3,7   | 428,9 | SA        |                |
|                                                       | Salerno Napoli Napoli - Salerno | 8,4   | 424,4 | SA        |                |
|                                                       | Area di servizio "Salerno" | 13,0  | 419,6 | SA        |                |
|                                                       | San Mango Piemonte | 13,5  | 419,1 | SA        |                |
|                                                       | Pontecagnano Tangenziale di Salerno | 18,7  | 413,9 | SA        |                |
|                                                       | Montecorvino Pugliano-Pontecagnano Sud Aeroporto di Salerno-Costa d'Amalfi                                                                | 23,4  | 409,2 | SA        |                |
|                                                       | Battipaglia | 28,3  | 404,3 | SA        |                |
|                                                       | Eboli Polizia Stradale | 35,8  | 396,8 | SA        |                |
|                                                       | Campagna | 41,9  | 390,7 | SA        |                |
|                                                       | Area di servizio "Campagna" | 47,8  | 384,8 | SA        |                |
|                                                       | Contursi Terme - Postiglione | 51,9  | 380,7 | SA        |                |
|                                                       | Sicignano degli Alburni Potenza Basentana Posto Manutenzione Anas                                                                         | 58,0  | 374,6 | SA        |                |
|                                                       | Petina | 68,9  | 363,7 | SA        |                |
|                                                       | Area di parcheggio "Tanagro" | -     | 354,6 | SA        |                |
|                                                       | Polla | 80,0  | 352,6 | SA        |                |
|                                                       | Atena Lucana di Fondovalle dell'Agri | 86,9  | 345,7 | SA        |                |
|                                                       | Sala Consilina Polizia Stradale | 92,8  | 339,8 | SA        |                |
|                                                       | Area di servizio "Sala Consilina" | 95,8  | 336,8 | SA        |                |
|                                                       | Padula - Buonabitacolo | 108,1 | 324,5 | SA        |                |
|                                                       | Lagonegro nord Maratea - Tortora - Praia a Mare di Fondovalle del Noce                                                                    | 127,8 | 304,8 | PZ        |                |
|                                                       | Lagonegro sud Polizia Stradale | 129,9 | 302,7 | PZ        |                |
|                                                       | Area di parcheggio "Sirino" | 135,5 | -     | PZ        |                |
|                                                       | Lauria nord della Valle del Sinni | 141,1 | 291,1 | PZ        |                |
|                                                       | Lauria sud Parco nazionale del Pollino | 148,9 | 283,7 | PZ        |                |
|                                                       | Area di servizio "Galdo" | 151,1 | 281,1 | PZ        |                |
|                                                       | Laino Borgo | 156,5 | 286,1 | CS        |                |
|                                                       | Area di parcheggio "Pietragrossa" | 163,3 | 269,3 | CS        |                |
|                                                       | Mormanno - Laino Castello | 165,9 | 266,7 | CS        |                |
|                                                       | Campotenese Parco nazionale del Pollino                                                                                                   | 177,1 | 255,5 | CS        |                |
|                                                       | Area di parcheggio "Rago" | 183,1 | -     | CS        |                |
|                                                       | Area di parcheggio "Colloreto" | -     | 246,9 | CS        |                |
|                                                       | Morano Calabro - Castrovillari Nord | 187,8 | 244,8 | CS        |                |
|                                                       | Area di servizio "Frascineto" | 195,0 | 237,6 | CS        |                |
|                                                       | Frascineto - Castrovillari Posto Manutenzione Anas Polizia Stradale                                                                       | 196,2 | 236,4 | CS        |                |
|                                                       | Area di parcheggio "Salso" | 205,6 | 227,0 | CS        |                |
|                                                       | Firmo - Sibari - Saracena di Cammarata e degli Stombi                                                                                     | 210,5 | 222,1 | CS        |                |
|                                                       | Altomonte | 216,0 | 216,6 | CS        |                |
|                                                       | Area di Parcheggio "Grondo" | 216,7 | -     | CS        |                |
|                                                       | Tarsia nord - Spezzano Terme Posto Manutenzione Anas                                                                                      | 222,3 | 210,3 | CS        |                |
|                                                       | Tarsia | 227,8 | 204,8 | CS        |                |
|                                                       | Area di servizio "Tarsia" | 228,1 | 204,5 | CS        |                |
|                                                       | Torano Castello-Bisignano | 237,0 | 195,6 | CS        |                |
|                                                       | Area di Parcheggio "Buca del Duca" | 238,8 | -     | CS        |                |
|                                                       | Area di Parcheggio "S. Marinella" | -     | 187,2 | CS        |                |
|                                                       | Montalto Uffugo - Rose | 246,8 | 185,8 | CS        |                |
|                                                       | Settimo di Rende - Cosenza nord in costruzione                                                                                            | 250,0 | 181,0 | CS        |                |
|                                                       | Rende - Cosenza nord Silana Crotonese Parco nazionale della Sila Polizia Stradale                                                         | 255,0 | 177,6 | CS        |                |
|                                                       | Area di servizio "Cosenza" | 255,4 | 177,2 | CS        |                |
|                                                       | Cosenza Sede Autostrada del Mediterraneo                                                                                                  | 261,0 | 171,6 | CS        |                |
|                                                       | Area di parcheggio "Bella Vista" | 263,1 | 168,2 | CS        |                |
|                                                       | Rogliano Posto Manutenzione Anas | 275,0 | 157,6 | CS        |                |
|                                                       | Area di servizio "Rogliano" | 276,3 | 156,3 | CS        |                |
|                                                       | Altilia - Grimaldi | 287,4 | 145,2 | CS        |                |
|                                                       | Area di Parcheggio "Savuto" | -     | 141,6 | CS/CZ     |                |
|                                                       | San Mango d'Aquino | 295,9 | 136,7 | CZ        |                |
|                                                       | Area di Parcheggio "Dragona" | 298,2 | -     | CZ        |                |
|                                                       | Falerna | 305,3 | 127,3 | CZ        |                |
|                                                       | Area di Parcheggio "Lamezia" | -     | 118,6 | CZ        |                |
|                                                       | Area di servizio "Lamezia" | 318,8 | 113,8 | CZ        |                |
|                                                       | Lamezia Terme - Catanzaro Aeroporto di Lamezia Terme dei Due Mari Tirrena Inferiore Jonica Posto Manutenzione Anas Polizia Stradale       | 321,8 | 110,8 | CZ        |                |
|                                                       | Pizzo Vibo Marina ex strada statale 522 di Tropea Tirrena Inferiore                                                                       | 337,0 | 92,6  | VV        |                |
|                                                       | Area di Parcheggio "Pizzo" | 343,0 | -     | VV        |                |
|                                                       | Area di servizio "Pizzo" | -     | 89,6  | VV        |                |
|                                                       | S. Onofrio - Vibo Valentia Posto Manutenzione Anas                                                                                        | 347,9 | 82,7  | VV        |                |
|                                                       | Vazzano Serra San Bruno | 357,9 | 74,7  | VV        |                |
|                                                       | Gerocarne - Soriano Calabro delle Serre Calabre                                                                                           | 360,2 | 72,4  | VV        |                |
|                                                       | Mileto | 370,7 | 61,9  | VV        |                |
|                                                       | Rosarno Porto di Gioia Tauro Jonio-Tirreno Parco nazionale dell'Aspromonte dir. Raccordo al Porto di Gioia Tauro Tirrena Inferiore Jonica | 383,2 | 49,4  | RC        |                |
|                                                       | Area di servizio "Rosarno" | 390,1 | 42,5  | RC        |                |
|                                                       | Gioia Tauro | 394,0 | 38,6  | RC        |                |
|                                                       | Palmi Costa Viola Polizia Stradale | 401,1 | 31,5  | RC        |                |
|                                                       | Area di parcheggio "Santa Lucia" | -     | 28,1  | RC        |                |
|                                                       | Bagnara Calabra di Bagnara Calabra Tirrena Inferiore                                                                                      | 408,6 | 24,0  | RC        |                |
|                                                       | Area di parcheggio "Monumento ai Caduti"                                                                                                  | 421,9 | -     | RC        |                |
|                                                       | Scilla di Scilla Tirrena Inferiore Costa Viola                                                                                            | 422,9 | 9,7   | RC        |                |
|                                                       | Santa Trada | -     | 6,1   | RC        |                |
|                                                       | Area di Parcheggio "Santa Trada" | 426,7 | -     | RC        |                |
|                                                       | Area di servizio "Villa San Giovanni" | 429,5 | 0,7   | RC        |                |
|                                                       | Villa San Giovanni Traghetti per Messina di Villa San Giovanni                                                                            | 432,0 | 0,6   | RC        |                |
|                                                       | Diramazione Reggio Calabria | 432,6 | 0,0   | RC        |                |

1. ↑  La tipologia a stampella è formata da pile aventi sulla sommità la struttura a sbalzo di una porzione della carreggiata e le diverse strutture a sbalzo sono connesse fra loro da elementi prefabbricati (travi) che completano l'impalcato.
2. ↑  Svincolo completato il 5 febbraio 2010
3. ↑  Solo uscita in direzione Salerno/A30; solo entrata in direzione Reggio Calabria
4. 1 2 3 4 5 6 7 8  Solo in direzione Salerno
5. 1 2 3 4 5 6 7 8 9  Solo in direzione Reggio Calabria
6. ↑  Altro nome: Rende
7. ↑  Svincolo aperto il 26 ottobre 2018
8. ↑  Già Serre fino al 2019
9. ↑  Fino al 2013 S. Elia - Melicuccà
10. ↑  Solo uscita in direzione Salerno; solo entrata in direzione Reggio Calabria

## A2 diramazione Napoli
L'A2 diramazione Napoli è una diramazione autostradale lunga 2,335 km che collega l'autostrada A2, partendo da Fratte, con l'autostrada A3, innestandosi presso Salerno centro/Costiera amalfitana.
È interamente parte della strada europea E45.
Costeggia il lato nord-ovest della città di Salerno per creare un collegamento veloce tra Napoli e Reggio Calabria, inclusa la parte ovest della città a quella est e viceversa.
Fino al 13 giugno 2017 la diramazione era parte integrante dell'autostrada A3 Napoli-Reggio Calabria. Per distinguere questa tratta dalle altre diramazioni, questa tratta è numerata come A2 dir NA. Il raccordo ha una progressiva chilometrica indipendente, con il km 0 posizionato nei pressi dell'innesto con la A2 al km 8.
| DIRAMAZIONE NAPOLI |                                                                |       |       |           |                |
| Tipo               | Indicazione                                                    | ↓km↓  | ↑km↑  | Provincia | Strada europea |
|                    | Salerno-Reggio Calabria                                        | 0,000 | 2,335 | SA        |                |
|                    | Salerno - Fratte Tangenziale di Salerno                        | 0,500 | 1,835 | SA        |                |
|                    | Salerno Tirrena Inferiore Porto di Salerno Costiera amalfitana | 2,230 | 0,105 | SA        |                |
|                    | Napoli-Salerno                                                 | 2,335 | 0,000 | SA        |                |

## A2 diramazione Reggio Calabria
L'A2 diramazione Reggio Calabria è una diramazione autostradale lunga 9,048 km che collega l'autostrada A2, partendo da Villa San Giovanni, fino a Reggio Calabria, terminando con l'innesto nella tangenziale di Reggio Calabria e l'ingresso nord di Reggio Calabria.
È interamente parte della strada europea E90.
La diramazione costeggia il paese di Campo Calabro e i quartieri nord di Reggio Calabria.
Fino al 13 giugno 2017 la diramazione era parte integrante dell'autostrada A3 Napoli-Reggio Calabria. Per distinguere questa tratta dalle altre diramazioni, questa tratta è numerata come A2 dir RC. Il raccordo ha una progressiva chilometrica indipendente.

### Lavori di riqualificazione (2018 - 2021)
Nel piano dei lavori per l’ammodernamento dell’arteria era incluso anche questo tratto come parte dei lavori che avrebbero dovuto estendersi oltre Campo Calabro fino a Reggio Calabria per ulteriori 10 km, che nel 2007 vennero stralciati su pressioni dell’allora sindaco di Reggio Calabria Giuseppe Scopelliti per evitare disagi alla circolazione.
L'intervento venne quindi modificato in una riqualificazione del tracciato esistente e i lavori partirono nell'estate 2018. Il termine, originariamente previsto per dicembre 2019, è successivamente slittato ed i lavori si sono conclusi a giugno 2021.

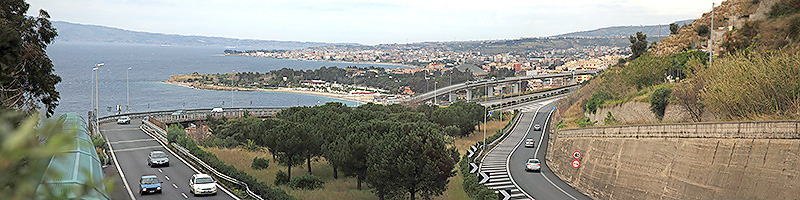
Termine dell'autostrada A2 dir RC e e innesto sul RA 4

Attualmente l'intera tratta è stata riaperta ed è sgombra da cantieri, con limite di velocità di 80 km/h, ridotto a 70 km/h nei pressi di alcune curve pericolose.
| DIRAMAZIONE REGGIO CALABRIA |                                                                            |       |                           |           |                |
| Tipo                        | Indicazione                                                                | ↓km↓  |                           | Provincia | Strada europea |
|                             | Salerno-Reggio Calabria                                                    | 0,0   |                           | RC        |                |
|                             | Campo Calabro                                                              | 1,0   |                           | RC        |                |
|                             | Catona - Arghillà                                                          | 2,0   | Solo in direzione Salerno | RC        |                |
|                             | Reggio Calabria Gallico Tirrena Inferiore ex strada statale delle Gambarie | 3,0   |                           | RC        |                |
|                             | Reggio Calabria Porto Porto di Reggio Calabria Traghetti per Messina       | 7,6   |                           | RC        |                |
|                             | Tangenziale di Reggio Calabria Jonica                                      | 8,5   |                           | RC        |                |
|                             | Reggio Calabria Nord                                                       | 9,048 |                           | RC        |                |

## Obblighi
Sono obbligatorie le dotazioni invernali dal 15 novembre al 15 aprile tra:
- lo svincolo di Padula/Buonabitacolo (km 108,1) e lo svincolo di Frascineto (km 196,2)
- lo svincolo di Cosenza (km 261,0) e lo svincolo di Altilia/Grimaldi (km 287,4).

Invece, sono altamente consigliate, come da cartellonistica presente ad ogni ingresso dell’autostrada, le dotazioni nello stesso periodo sull'intera autostrada.